# Østerlars
Østerlars er en by på Bornholm med 267 indbyggere  (2024), beliggende 6 km syd for Gudhjem, 5 km nordvest for Østermarie, 13 km nord for Aakirkeby og 19 km nordøst for kommunesædet Rønne. Byen ligger i Bornholms Regionskommune, der hører til Region Hovedstaden.
Østerlars hører til Østerlarsker Sogn. Østerlars Kirke ligger 1 km nord for byen og er den største af Bornholms 4 rundkirker. Navnet "Lars" er en forkortelse af Laurentius.
Neden for kirken ligger Bornholms Middelaldercenter, der hvert år afholder marked, demonstration af jagtfalke og skydning med kanoner.

## Faciliteter
Friskolen Østerlars har 142 elever, fordelt på 0.-9.klasse i ét spor, og 22 ansatte. Den startede i 1964 i byens gamle hotel, men bor nu i den tidligere stationsbygning på Nybrovej 42.
Mosaikskolen, der var den sidste rest af kommuneskolen Østerlars-Gudhjem Skole, lukkede i 2015, men bygningerne blev ikke solgt. En gruppe borgere stiftede i december 2015 en forening, der ville drive skolen som multihus.
Huset fungerer nu som en paraplyorganisation der stiller sine rammer til rådighed for hele øen. Multihuset-Østerlars.dk/
Østerlars har en Dagli'Brugs.

## Historie
I 1899 blev Østerlars beskrevet således: "Østerlars Kirke, nærved Landevejen, Præstegaarden og Kirkeskolen (østre Sk.); desuden Nordre og Vestre Skole, evang.-luthersk Missionshus (opf. 1897), et Andelsmejeri (Dybdal) og 5 Møller." Målebordsbladene viser desuden en fattiggård, det lave målebordsblad desuden et bageri og en telefoncentral.

### Jernbanen
Østerlars havde station på Aakirkeby-Gudhjem jernbanen (1916-1952). Stationen havde to omløbs-/læssespor: nord for hovedsporet et med kreaturfold og siderampe og vest for hovedbygningen et med privat pakhus og sidespor til mejeriet.
Den fredede stationsbygning er tegnet af Kay Fisker og Aage Rafn. Fra Gamlevældevej starter er sti, der – kun med en kort afbrydelse ved Vietsvej – følger banens tracé til Stavehøl vandfald på Spagerå.
Hverken Trap eller målebordsbladene beskrev Østerlars som en sammenhængende bebyggelse. Den kom først midt i 1900-tallet og da mest som landevejsbebyggelse, så Østerlars fik aldrig præg af stationsby.

## Film
Den private radiostation Bornholms Stemme, der lagde navn til Lotte Svendsens film af samme navn, lå tæt på Middelaldercenteret.
Den danske adventurefilm Tempelriddernes skat (2006) er optaget i Østerlars.